# The McPeake Family
The McPeake Family was een Ierse muziekgroep uit Belfast die rondom grootvader Francis I was opgebouwd, deze Francis had leren spelen op uilleann pipes van de blinde Galway piper John Reilly en won verschillende prijzen voor zijn spel in 1908 en 1912. De familie groep bestond behalve Francis uit zijn zoons Francis II en James en kleinkinderen Kathleen, Francis III en Tom McCrudden. De groep won verschillende prijzen in 1958, 1960 en 1962. In de vijftiger jaren van de vorige eeuw traden ze op als de Seamus McPeake Ceili Band, waar ook de piper Tomás O Canainn en violist Tommy Gunn bij betrokken waren. Pete Seeger zorgde ervoor dat zij in 1965 een twee-maandelijkse toer in de Verenigde Staten maakten; zij speelden onder andere voor President Johnson in het Witte Huis. Ook in Moskou hebben zij gespeeld. De groep bespeelde twee uilleann pipes, twee harpen, banjo, gitaar, tin whistle en er werd gezongen. Na een ongeval aan zijn rechterhand, in het begin van de zeventiger jaren, stopte Francis II met spelen. Na de dood van Francis I in 1971 ging de groep verder en vormden later een nieuwe band waarmee ze in Noordelijke clubs speelden

## Discografie
- Shoe the Donkey, Francie McPeake with The Clonard -  1989
- At Home with the McPeakes -  1967
- The McPeake Family -  1962
- The McPeakes, Prestige -  1960
- The Rights of Man, Francie I and Francie II  -  1952